# پستچی سه بار در نمی‌زند
پستچی سه بار در نمی‌زند فیلم سینمایی به کارگردانی حسن فتحی محصول سال ۱۳۸۷ است.

## داستان
داستان در مورد مردی به نام ابراهیم است که به خاطر تسویه حساب شخصی با مردی دیگر، دختر او را گروگان می‌گیرد و به خانه‌ای در خارج از شهر می‌رود و منتظر آن مرد می‌ماند. اما سرنوشت دیگری در این خانه متروکه در انتظار آنهاست … خانه ای سه طبقه که در طبقه اولش زمان حال روایت می‌شود، طبقه دوم مربوط می‌شود به دوران پهلوی دوم و طبقه سوم این خانه مربوط می‌شود به دوران قاجار که نقطه مشترک این سه برهه زمانی، حضور کاراکتر ابراهیم است. به نوعی تلفیق واقعیت و خیال در روایت داستانی این فیلم رخ می‌دهد

## بازیگران

### بازیگران طبقه اول
- محمدرضا فروتن در نقش گروگانگیر (نام وی فاش نمی‌شود)
- باران کوثری در نقش دختر صاحب کارخانه (نام وی فاش نمی‌شود)

### بازیگران طبقه دوم
- امیر جعفری در نقش ابرام غیرت
- پانته‌آ بهرام در نقش مهوش همسر ابرام غیرت

### بازیگران طبقه سوم
- علی نصیریان در نقش صولت الدوله
- رویا تیموریان در نقش انیس همسر صولت الدوله
- لیلا زارع در نقش خدمتکار صولت الدوله
- پارسا مشیری
- بدکاران علیرضا قره خانی

## جشنواره

### شرکت در جشنواره
- بیست و هفتمین جشنواره بین‌المللی فیلم فجر؛ بخش مسابقه سینمای ایران ۱۳۹۰
- بیست و هفتمین جشنواره بین‌المللی فیلم فجر؛ بخش مسابقه فیلم‌های اول و دوم؛ ۱۳۸۷

### جایزه و کاندیدا
- جایزه بهترین کارگردانی از سومین جشن انجمن منتقدان و نویسندگان سینمای ایران
- کاندیدای بهترین فیلمنامه از سومین جشن انجمن منتقدان و نویسندگان سینمای ایران[۱]
- کاندیدای بهترین صدای فیلم؛ حسین ابوالصدق؛ بیست و هفتمین جشنواره بین‌المللی فیلم فجر؛ بخش مسابقه سینمای ایران؛ ۱۳۸۷
- کاندیدای بهترین تدوین؛ حسن حسن‌دوست؛ بیست و هفتمین جشنواره بین‌المللی فیلم فجر؛ بخش مسابقه سینمای ایران؛ ۱۳۸۷
- کاندیدای بهترین موسیقی متن؛ فردین خلعتبری؛ بیست و هفتمین جشنواره بین‌المللی فیلم فجر؛ بخش مسابقه سینمای ایران؛ ۱۳۸۷
- کاندیدای بهترین بازیگر نقش دوم زن؛ لیلا زارع؛ بیست و هفتمین جشنواره بین‌المللی فیلم فجر؛ بخش مسابقه سینمای ایران؛ ۱۳۸۷
- کاندیدای بهترین جلوه‌های ویژه؛ عباس شوقی؛ بیست و هفتمین جشنواره بین‌المللی فیلم فجر؛ بخش مسابقه سینمای ایران؛ ۱۳۸۷
- کاندیدای بهترین کارگردانی؛ حسن فتحی؛ بیست و هفتمین جشنواره بین‌المللی فیلم فجر؛ بخش مسابقه سینمای ایران؛ ۱۳۸۷
- کاندیدای بهترین چهره‌پردازی؛ سعید ملکان؛ بیست و هفتمین جشنواره بین‌المللی فیلم فجر؛ بخش مسابقه سینمای ایران؛ ۱۳۸۷
- کاندیدای بهترین فیلم؛ جواد نوروزبیگی؛ بیست و هفتمین جشنواره بین‌المللی فیلم فجر؛ بخش مسابقه سینمای ایران؛ ۱۳۸۷
- کاندیدای بهترین کارگردانی؛ حسن فتحی؛ بیست و هفتمین جشنواره بین‌المللی فیلم فجر؛ بخش مسابقه فیلم‌های اول و دوم؛ ۱۳۸۷